# Noppikoski
Noppikoski är en liten ort som ligger i Orsa kommun, där Europaväg 45 (E45) passerar Oreälven. Något längre ner längs älven finns Noppikoski kraftverksdamm, som uppmärksammades 1985, då den brast på grund av översvämning. I orten ligger Trollets värdshus & vandrarhem, som också har bensinmack, den enda bensinmacken på vägen mellan Orsa och Sveg (en sträcka på 125 km). Här finns också administrationsbyggnader för Orsa besparingsskog. Oreälven utgör här länsgränsen mellan Dalarna och Gävleborg och även gränsen mellan de svealändska och norrländska länen.

## Etymologi
Noppikoski har fått sitt namn av läget i de dalska finnskogarna (Orsa finnmark i detta fall), områden som befolkades från Finland i Sveriges dåvarande östra del. Namnet är finska för "knoppforsen".

## Kommunikationer
Väg E45, som passerar Noppikoski, kallas också inlandsvägen eller Via Lappia.
Buss i linjetrafik mellan Östersund och Mora har hållplats i Noppikoski. Järnvägsförbindelse finns sommartid i närbelägna Älvho (8 km väster om Noppikoski), som har en station på Inlandsbanan.